# Óscar Cervantes
Oscar Cervantes Gisbert (Barcelona, 13 de mayo de 1969) es un baloncestista español. Jugaba de escolta y su primer equipo fue Cornellá de Llobregat. La saga Cervantes lleva tres generaciones jugando en el CB Granollers, el antiguo Cacaolat i Grupo IFA. Juanjo, el padre de Oscar Cervantes ya fue jugador de este club y actualmente, su hijo Pol Cervantes lidera el equipo Senior del CB Granollers que está compitiendo en la categoría "LIGA EBA". 
Fue el primer ganador español del concurso de triples del AllStar de la ACB, derrotando en la final de Madrid´91 al mítico Bryan Jackson.
Era conocido en el mundillo ACB por su buena y rápida mecánica de tiro. Especialista en finalizar los contraataques en tiros de triples.
Se dio la casualidad que en el año 1991 el Club Basquet Granollers contaba en sus filas con el campeón ACB de triples 1991 y el campeón de mates NBA y de la ACB 91 Kenny Walker.

## Clubes
- Cornellà -  España - 1975–1985
- R. C. D. Espanyol -  España - 1985–1988 Liga Española de Baloncesto
- Grupo IFA Granollers -  España - 1988–1993 ACB
- DYC Breogán -  España - 1993–1995 ACB
- Festina Andorra -  Andorra - 1995–1997 ACB
- Ovarense Aerosoles -  Portugal - 1997–1998 LPB
- CBT Tarragona -  España - 1998–2000 Liga EBA
- CB Granollers-  España - 2001–2002 Liga EBA